# 몰타빵
몰타빵(Malta+pão, 몰타어: ħobż Malti 호브즈 말티)는 몰타의 빵이다. 사워도로 만든 발효빵이며, 나무 화덕에 구워 낸다.

## 같이 보기
- 쿠브즈